# اسکات تیپتون
اسکات تیپتون (به انگلیسی: Scott Tipton) نمایندهٔ حوزه انتخابیه سوم کلرادو از حزب جمهوری‌خواه ایالات متحده آمریکا در مجلس نمایندگان ایالات متحده آمریکا است که برای نخستین‌بار در ۶۹ ژانویه ۲۰۱۱ میلادی به‌عضویت این مجلس درآمد.